# Cerro del Pájaro
Cerro del Pájaro är en ort i Mexiko.   Den ligger i kommunen Santiago Juxtlahuaca och delstaten Oaxaca, i den sydöstra delen av landet, 280 km söder om huvudstaden Mexico City. Cerro del Pájaro ligger 1 369 meter över havet och antalet invånare är 401.
Terrängen runt Cerro del Pájaro är kuperad åt nordost, men åt sydväst är den bergig. Runt Cerro del Pájaro är det ganska glesbefolkat, med 30 invånare per kvadratkilometer. Närmaste större samhälle är Putla Villa de Guerrero, 14,3 km öster om Cerro del Pájaro. I omgivningarna runt Cerro del Pájaro växer huvudsakligen savannskog.